# Beijing Zhonghua Automobile Industry
Beijing Zhonghua Automobile Industry Company war ein Hersteller von Automobilen aus der Volksrepublik China. Andere Quellen nennen die Firmierungen Beijing Zhonghua Automobile Manufacturing Corp, Zhonghua Auto Industrial Corp., Zhonghua Automobile Industry Co. und China Motor Corporation.

## Unternehmensgeschichte
Tang Jinsheng gründete 1994 das Unternehmen mit Sitz in Peking. Er setzte die Produktion von Automobilen seines früheren Unternehmens Shenzhen City Zhonghua Auto Industry fort. Der Markenname lautete erneut Zhonghua. Das Unternehmen beschäftigte 1200 Mitarbeiter. Es bestand eine Zusammenarbeit mit Xian Qinhuan Automobile aus Xi’an. 1999 endete die Produktion. 2000 folgte die Liquidation. Eine Quelle gibt an, dass insgesamt etwa 4000 Fahrzeuge entstanden. Eine andere Quelle nennt 3800 Fahrzeuge für das Jahr 1997.

## Fahrzeuge
Das Unternehmen entwickelte neue Modelle auf der alten Basis. Auf ein Rohrrahmen-Fahrgestell wurde eine Karosserie aus Kunststoff montiert. Ein Modell war der CHB 7090 A als Limousine mit der Ausführung CHS 5011 T als Taxi. Außerdem gab es den CHB 604 TA. Alle Modelle wurden auch Solomon genannt und hatten einen Motor von Xiali.
Genannt werden außerdem der CHB 6401 in den Ausführungen T, TA und TE sowie der CHB 6411. Sie hatten die Silhouette eines Kombis, aber keine Heckklappe. Überliefert ist ein kleiner Motor von Xiali mit 993 cm³ Hubraum und zwei von Nissan mit 1300 cm³ und 1600 cm³ Hubraum.
Weitere Modelle erreichten die Serienfertigung nicht. Dazu gehörten Kleinbusse, ein Fahrzeug im Stil der 1930er Jahre, eine Limousine namens CHB 7090 B sowie der QCJ 7090 mit einem Vierzylindermotor von Nissan und einem Kühlergrill im Stil der Fahrzeuge von Mercedes-Benz.